# 美国证券法
美国的证券法规是美国法律领域之一，监管行为包括涵盖证券的交易和其他活动。 通常证券法规一词包括由联邦及州政府监管机构制定的法规，但有时也包括证券交易所（如纽约证券交易所）对上市的规定，或和金融业监管局（；簡稱FINRA）等行业自治组织的规定。
在美国联邦层面，主要证券监管机构是证券交易委员会 （SEC）。 期货和衍生产品的某些方面受商品期货交易委员会（Commodity Futures Trading Commission，簡稱CFTC）监管。

## 总览
美国金融业监管局（FINRA）是一个行业自治组织 。金融业监管局制定管理证券交易商（broker-dealers）和某些其他专业人士的规则。 金融业监管局由全国证券交易商协会（NASD）和纽约证券交易所的执法部门合并而成立。 如证券交易所和证券投资者保护公司（；SIPC）一样，金融业监管局受证券交易委员会监督。一般情况下， 金融业监管局制定的的规则需要得到SEC的批准。
联邦证券法在很大程度上是1930年代新政的一部分。 监管证券的联邦法律主要有五部：
1. 1933年《证券法》， 规范新证券的发行
2. 1934年《证券交易法》（英语：Securities Exchange Act of 1934），规范交易证券，经纪人和交易所
3. 1939年《信托契约法》（英语：Trust Indenture Act of 1939） ，规范债务证券
4. 1940年《投资公司法》（英语：Investment Company Act of 1940），规范共同基金
5. 1940年《投资顾问法》（英语：Investment Advisers Act of 1940），规范投资顾问

这批法律生效以后，国会对其进行了多次修订。 本文上方列出的标题（包括最初颁布的年份）是这些法律的通用名称，它们通常不是指原始法律，而是指该法律历经修改的最新版本。 
国会修改证券相关法律时，这一类修正案也都有各自的通用名称。著名的例子包括1970年的《证券投资者保护法 》，1984年的《内幕交易制裁法》，1988年的《内幕交易和证券欺诈执法法》以及《多德-弗兰克法案》。 这一类法律通常会述明，其旨在修改上列五部主要法律。 此后通过的其他类似法律包括《私人证券诉讼改革法》（1995年），《萨班斯-奥克斯利法案》 （2002年），《推动商务创业法案》（Jumpstart Our Business Startups Act，2012年）及其他各种联邦证券相关法律。
尽管金融从业人员常使用证券相关法律的通用名称，但与许多美国法规一样，这些法律大多已编入美国法典，即美国成文法的官方法典。 它们包含在《美国法典》第15篇中。 例如《1933年证券法》第5条的官方引用条文数是 15 U.S.C. section 77e。 国会通过的法律也有未编纂入美国法典的。有些类别的法律不适合进行编纂，例如拨款相关的法案均未未编入美国法典。
根据这些法律，美国证券交易委员会（SEC）等部门还制定了大量的法规。 SEC规则中，最广为人知、最常用的规则之一是10b—5规则。该规则禁止证券交易中的欺诈行为以及内幕交易。 根据对10b—5规则的理解，在证券交易的某些情况下，沉默也可以构成欺诈行为。因此，为了遵守 10b-5 规则，并避免根据 10b-5 规则提起的诉讼，上市公司在证券有关的活动中，均需进行大规模的披露。
联邦证券法的管辖范围包括：证券的要约、收购、证券交易、某些金融业专业人士的活动、投资公司（例如共同基金）、要约收购（tender offer）、委托书，以及对上市公司的监管。 美国的上市公司监管很大程度上是由披露制，但近年来对公司治理的行为本身亦有规管。 
与联邦法相对，州法中管理证券发行和交易的法律通常被称为“ 蓝天法案” 。

## 法律历史
第一次世界大战后，美国经济繁荣，股市交易热络，进入所谓的金色年代（gilded age）。当时约有五百亿股的股票在股市内流通，但其中却有半数以上的股份仅有价格而无价值，现在被认为是发行人及券商诈骗大众投资人的工具。 除发行市场充斥浮滥股票外，交易市场内的证券商亦经常互相勾结，以对作哄抬股价，制造热络的交易假象，引入、套牢一路追高的不知情大众投资人。遇有停损或断头者，再杀低回补，上下冲洗大众投资人的资金。 此外，尚有发行公司内部人，发布不实消息或隐匿重要资讯以操纵市场股价，图谋利用尚未公开揭露的资讯从事内线交易，毫不在意内部人的忠实义务。
在1929年华尔街股灾之前，美国联邦政府对证券甚少监管。 1929 年股市崩盘时，纽约证券交易所挂牌股份之总市值从美金八百九十亿元惨跌至一九三三年的一百五十亿元，造成严重的社会及经济问题。股灾促使国会举行相关听证会，史称佩科拉委员会（Pecora Commission），以在费迪南德·佩科拉（Ferdinand Pecora）命名。
听证会后，国会通过《1933 年证券法》，制定了跨州证券销售的规则，并规定在不遵守某州法律的情况下在该州出售证券违法。 该法律也要求所有公司在公开出售证券前向美国证券交易委员会 （SEC）注册。 公司申请上市登记报告（Registration Statement）需提供该公司的大量信息，并公开化。证券交易委员会不对证券发行进行审批或核准。但只有申请上市登记报告提供了足够的、必要、详细信息（包括风险因素）时，才允许申请上市登记报告生效。 生效后，公司通常就可以通过投资银行开始出售股票。 
1933年证券法的规范重点，在于落实发行人之资讯揭露而非实质审查 (merits review)，而其主要目的有二: (i) 防止无价值的证券在市面上流通24; (ii) 消除发行人与投资人间的资讯不对称25(informational asymmetry)。资讯不对称造成证券买卖双方，对买卖标的价值认知的重大不平等：发行人或承销商不仅事先得知影响股价的重大讯息，更比投资人能精确掌握资讯对价格的影响。
次年，国会通过了1934年《证券交易法》，以规范证券的二级市场 （既公众的）交易。 顾名思义，1934年法案最初仅适用于证券交易所及其上市公司。 在20世纪30年代后期，它被修订，亦开始规范柜台买卖 （OTC）市场（即个人之间的交易，没有证券交易所参与）。 1964年，该法再次修改，以适用于在OTC市场交易的公司。 
1934年的《证券交易法》旨在规范交易市场之交易秩序及公开发行人之持续揭露义务。按该法第 13(a)条规定，任何集中市场挂牌交易之证券均须向证管会登记注册，负有每年、每季向证管会持续揭露重大讯息的义务。
1968年，美国国会提出威廉斯法案，增加公开收购之规定，并要 求取得发行人登记注册百分之五股份之人须向证管会申报。
法院对相关法律的解释形成了美国证券法中的判例法 。 1988年，美国最高法院裁定 Basic Inc. v..Levinson。此案中，法院允许股民根据 SEC 的10b-5规则和“市场欺诈”理论进行集体诉讼，导致证券集体诉讼增加。  1995 年的联邦《私人证券诉讼改革法》和州示范法《证券诉讼统一标准法》是对集体诉讼的回应。 
2000年10月，美国证券交易委员会（SEC）发布了《公平信息披露规定》（Reg FD），该规定要求上市公司同时向所有投资者披露重要信息 。 Reg FD通过减少选择性披露问题，帮助了所有投资者公平交易。 
2010年，在2007–2008年金融危机之后，国会通过了《多德-弗兰克法案》，以改革证券法。